# Срђан
Срђан је мушко властито име српског порекла. Потиче од старе основе срдачан (етим. серд- одн. срд-) и означава оног који је милосрдан, усрдан, предусретљив. Име је изведено од прастарог ишчезлог добросрд, потврђеног још у немањићко доба.
Постоји и женска форма имена - Срђана.

## Етимологија
Постоји и светитељско име Сергиј одн. Срђ, који се поштовао у средњовековним приморским градовима, где са налазило много храмова посвећених Сергију и Вакху. Светог Сергија су још називали и Свети Срђ, што је прилагођени облик црквеног облика на простору Балкана. Управо из тог, прилагођеног облика је и настало име Срђан.
Постоје сличности и са лат. Sergius, што је првобитно било име једне угледне римске патрицијске породице. Сматра се да је овај облик изворно настао од расенске (староетрурске) речи. Sergius што може значити и чувар, пратилац.
Под утицајем народне етимологије име Срђан је доведено у везу са глаголом срдити се и личношћу из народне песме Срђом Злопоглеђом, али се ово становиште сматра погрешним.

## Популарност
Раније се име Срђан веома ретко давало, док се у новије време све чешће среће, тако га многи односе групи савремених, нових српских имена. Име је доста често на „овим просторима“. У Србији је ово име у периоду од 2003. до 2005. године било на педесет четвртом месту по популарности
Најчешћи надимци који се везују за ово име су Срки, Срле и Срђа.

## Имендан
Према православном календару Свети Срђ и Вакхо се славе 20. октобра и управо се овај дан сматра именданом свих оних који носе име Срђан. Овај празник се још назива и Срђевдан.

## Еквиваленти имена у различитим језицима
Име Срђан се среће код различитих народа у следећим формама:
- арапски: ,
- белоруски: ,
- бретонски:
- бугарски:
- есперанто:
- галицијски:
- грузијски:
- грчки: Σέργιος
- јерменски: Serzh (Սերժ), Sargis (Սարգիս)
- мађарски:
- каталонски:
- малтешки:
- италијански:
- латински:
- македонски:
- пољски:
- португалски:
- румунски:
- руски:
- словачки:
- украјински:
- француски:
- холандски:
- хрватски:
- шпански:

## Познате личности са овим именом
- Срђан Аксентијевић
- Срђан Алексић
- Срђан Баљак
- Срђан Будисављевић
- Срђан Ваљаревић
- Срђан Вукмировић
- Срђан Гашић
- Срђан Голубовић
- Срђан Драгојевић
- Срђан Ђекановић
- Срђан Живковић
- Срђан Јаћимовић
- Срђан Калембер
- Срђан Карановић
- Срђан Кољевић
- Срђан Ђиле Марковић
- Срђан Мијаиловић
- Срђан Милетић
- Срђан Мркушић
- Срђан Срећковић
- Срђан Станић
- Срђан Тимаров
- Срђан Тодоровић
- Срђан Шапер
- Срђан Миливојевић